# Dmitrij Čistjakov
Dmitrij Jur'evič Čistjakov (in russo Дмитрий Юрьевич Чистяков?; Pikalëvo, 13 gennaio 1994) è un calciatore russo, difensore dello Zenit San Pietroburgo.

## Caratteristiche tecniche
È un difensore centrale.

## Carriera

### Club
È cresciuto nel settore giovanile dello Zenit San Pietroburgo.
Ha debuttato in Prem'er-Liga il 13 luglio 2019 disputando con il Rostov l'incontro vinto 2-1 contro l'Orenburg.

### Nazionale
Ha giocato nelle nazionali giovanili russe Under-18 ed Under-19.
Il 30 settembre 2019 riceve la sua prima convocazione in nazionale maggiore.
Esordisce con la Russia l'8 ottobre 2021 in occasione del successo per 1-0 contro lo Slovacchia nelle qualificazioni ai Mondiali 2022.

## Statistiche

### Cronologia presenze e reti in nazionale
| Cronologia completa delle presenze e delle reti in nazionale ― Russia | Cronologia completa delle presenze e delle reti in nazionale ― Russia | Cronologia completa delle presenze e delle reti in nazionale ― Russia | Cronologia completa delle presenze e delle reti in nazionale ― Russia | Cronologia completa delle presenze e delle reti in nazionale ― Russia | Cronologia completa delle presenze e delle reti in nazionale ― Russia | Cronologia completa delle presenze e delle reti in nazionale ― Russia | Cronologia completa delle presenze e delle reti in nazionale ― Russia |
| Data                                                                  | Città                                                                 | In casa                                                               | Risultato                                                             | Ospiti                                                                | Competizione                                                          | Reti                                                                  | Note                                                                  |
| --------------------------------------------------------------------- | --------------------------------------------------------------------- | --------------------------------------------------------------------- | --------------------------------------------------------------------- | --------------------------------------------------------------------- | --------------------------------------------------------------------- | --------------------------------------------------------------------- | --------------------------------------------------------------------- |
| 8-10-2021                                                             | Kazan'                                                                | Russia                                                                | 1 – 0                                                                 | Slovacchia                                                            | Qual. Mondiali 2022                                                   | -                                                                     | 63’                                                                   |
| 11-10-2021                                                            | Lubiana                                                               | Slovenia                                                              | 1 – 2                                                                 | Russia                                                                | Qual. Mondiali 2022                                                   | -                                                                     | 86’                                                                   |
| 11-11-2021                                                            | San Pietroburgo                                                       | Russia                                                                | 6 – 0                                                                 | Cipro                                                                 | Qual. Mondiali 2022                                                   | -                                                                     | 67’                                                                   |
| 14-11-2021                                                            | Spalato                                                               | Croazia                                                               | 1 – 0                                                                 | Russia                                                                | Qual. Mondiali 2022                                                   | -                                                                     | 57’                                                                   |
| Totale                                                                |                                                                       | Presenze                                                              | 4                                                                     |                                                                       | Reti                                                                  | 0                                                                     |                                                                       |

## Palmarès
- Campionato russo di seconda divisione: 1

Tambov: 2018-2019
- Campionato russo: 3

Zenit: 2020-2021, 2021-2022, 2022-2023
- Supercoppa di Russia: 4

Zenit: 2021, 2022, 2023, 2024